# Шіньї (Во)
Шіньї (фр. Chigny) — громада  в Швейцарії в кантоні Во, округ Морж.

## Географія
Громада розташована на відстані близько 90 км на південний захід від Берна, 13 км на захід від Лозанни.
Шіньї має площу 0,9 км², з яких на 16,1% дозволяється будівництво (житлове та будівництво доріг), 75,9% використовуються в сільськогосподарських цілях, 6,9% зайнято лісами, 1,1% не є продуктивними (річки, льодовики або гори).

## Демографія
2019 року в громаді мешкало 382 особи (+20,1% порівняно з 2010 роком), іноземців було 21,2%. Густота населення становила 429 осіб/км².
За віковим діапазоном населення розподілялося таким чином: 27,5% — особи молодші 20 років, 59,7% — особи у віці 20—64 років, 12,8% — особи у віці 65 років та старші. Було 142 помешкань (у середньому 2,7 особи в помешканні).
Із загальної кількості 52 працюючих 20 було зайнятих в первинному секторі, 6 — в обробній промисловості, 26 — в галузі послуг.